# Albert Osswald
Pour les articles homonymes, voir Osswald.
Albert Osswald, né le 16 mai 1919 à Giessen et mort le 15 août 1996 à Schwangau, est un homme politique allemand, membre du Parti social-démocrate d'Allemagne (SPD).
Désigné bourgmestre de sa ville natale en 1957, il est nommé, en 1963, ministre de l'Économie du Land de Hesse, puis ministre des Finances l'année suivante. En 1969, il devient vice-ministre-président, avant d'être investi, quelques mois plus tard, ministre-président.
Il perd, aux élections de 1970, la majorité absolue au Landtag et forme une coalition avec les libéraux. Il est contraint de démissionner six ans plus tard, en 1976, à cause d'un scandale datant de sa vie professionnelle.

## Biographie

### Jeunesse et carrière
Fils d'un maçon, il apprend la profession de marchand à l'école de commerce de Giessen après avoir obtenu son certificat général de l'enseignement secondaire (Mittleren Reife), puis sert comme soldat dans la Wehrmacht, au cours de la Seconde Guerre mondiale.
À l'issue du conflit, il est porté à la présidence de la Hessischen Landesbank (Helaba).

### Débuts d'élu local
Il adhère au Parti social-démocrate d'Allemagne en 1945 et est élu, quatre ans plus tard, au conseil municipal de la ville de Giessen. En 1954, il est nommé adjoint au maire et trésorier de la ville. Ayant fait son entrée au Landtag de Hesse cette même année, il devient, en 1957, bourgmestre de Giessen.

### Ministre régional
À l'occasion de la formation du quatrième gouvernement de Georg August Zinn, le 31 janvier 1963, il est nommé ministre de l'Économie et des Transports du Land, abandonnant alors la mairie de sa ville natale. Devenu ministre régional des Finances lors du remaniement ministériel du 16 septembre 1964, il est élu président du SPD en Hesse-du-Sud en 1967.
Il est promu vice-ministre-président le 11 juin 1969, dans le cabinet Zinn V.

### Ministre-président de Hesse

#### Le successeur de Zinn
Le 3 octobre 1969, Zinn, au pouvoir depuis dix-neuf ans, annonce sa démission. Le Parlement régional, où les sociaux-démocrates disposent d'une nette majorité absolue, le remplace, le même jour, par Albert Osswald. Il forme son premier gouvernement, qui compte deux vice-ministre-présidents, vingt jours plus tard.
Il succède ensuite à Zinn comme président de la fédération SPD de Hesse.

#### Coalition forcée avec les libéraux
Aux élections régionales du 8 novembre 1970, le parti remporte 45,9 % des voix, son plus mauvais résultat en seize ans, et perd sa majorité absolue avec seulement 53 députés sur 110 au Landtag. Osswald parvient cependant à se maintenir au pouvoir en formant une coalition sociale-libérale, avec le Parti libéral-démocrate (FDP), qui réunit 64 sièges.
De nouveau candidat à sa propre succession lors des élections du 27 octobre 1974, il voit, pour la première fois de l'histoire régionale, l'Union chrétienne-démocrate d'Allemagne (CDU) arriver en tête avec 47,3 % des suffrages et 53 élus, contre 43,2 % et 49 sièges au SPD. Toutefois, il maintient son alliance avec le FDP, s'assurant une majorité de 57 députés au Landtag.
En sa qualité de chef de gouvernement régional, il prend, le 1er novembre 1975, la présidence tournante du Conseil fédéral, pour un mandat de douze mois.

### Fin de parcours
Il remet sa démission le 3 octobre 1976, le jour des élections fédérales, après avoir été mis en cause dans de graves erreurs de gestion de la banque Helaba qui ont conduit le Land à intervenir pour sauver l'établissement de la faillite. Pour le remplacer, le comité directeur régional du SPD choisit le député fédéral Holger Börner.
Retiré de la vie politique en 1977, il est mis hors de cause dans le scandale Helaba l'année suivante. Il meurt lors de ses vacances, en 1996.